# Tylomys nudicaudus
Tylomys nudicaudus là một loài động vật có vú trong họ Cricetidae, bộ Gặm nhấm. Loài này được Peters mô tả năm 1866.